# Helvetia-Cup 1966
Der Helvetia-Cup 1966 im Badminton fand vom 24. bis zum 25. April 1966 in Brüssel statt. Es war die 5. Auflage dieser Veranstaltung.

## Gruppenphase

### Gruppe 1
| Position | Team        | Spiele | W | L | Pw | Pl | P+  | P |
| -------- | ----------- | ------ | - | - | -- | -- | --- | - |
| 1        | Niederlande | 2      | 2 | 0 | 15 | 1  | +14 | 2 |
| 2        | Belgien     | 2      | 0 | 1 | 5  | 11 | −6  | 2 |
| 3        | Norwegen    | 2      | 0 | 1 | 4  | 12 | −8  | 0 |

Quelle: Algemeen Dagblad
| 24.4.1966 | Niederlande | 7 – 1 | Belgien |  |

| 24.4.1966 | Niederlande | 8 – 0 | Norwegen |  |

| 24.4.1966 | Belgien | 4 – 4 | Norwegen |  |

### Gruppe 2
| Position | Team           | Spiele | W | L | Pw | Pl | P+  | P |        |
| -------- | -------------- | ------ | - | - | -- | -- | --- | - | ------ |
| 1        | BR Deutschland | 2      | 1 | 0 | 16 | 0  | +16 | 2 | Finale |
| 2        | Österreich     | 2      | 1 | 1 | 7  | 9  | −2  | 1 |        |
| 3        | Schweiz        | 2      | 0 | 2 | 1  | 15 | −14 | 0 |        |

Quelle: National Library of Norwegen
Quelle: Sandefjords Blad
| 24.4.1966 | BR Deutschland | 8 – 0 | Österreich |  |

| 24.4.1966 | BR Deutschland | 8 – 0 | Schweiz |  |

| 24.4.1966 | Österreich | 7 – 1 | Schweiz |  |

## Endrunde

### Spiel um Platz 5
| 25.4.1966 | Norwegen | – | Schweiz |  |

### Spiel um Platz 3
| 25.4.1966 | Österreich | – | Belgien |  |

### Finale
| 25.4.1966 | BR Deutschland | – | Niederlande |  |

## Endstand
| Position | Team           | Spiele | W | L | P+ | P   |
| -------- | -------------- | ------ | - | - | -- | --- |
| 1.       | BR Deutschland | 3      | 3 | 0 | 3  | +24 |
| 2.       | Niederlande    | 3      | 2 | 1 | 2  | +6  |
| 3.       | Österreich     | 3      | 2 | 1 | 2  | 0   |
| 4        | Belgien        | 3      | 0 | 2 | 1  | −8  |
| 5        | Norwegen       | 3      | 1 | 1 | 2  | −12 |
| 6        | Schweiz        | 3      | 0 | 3 | 0  | −18 |